# Magdalena Gaj

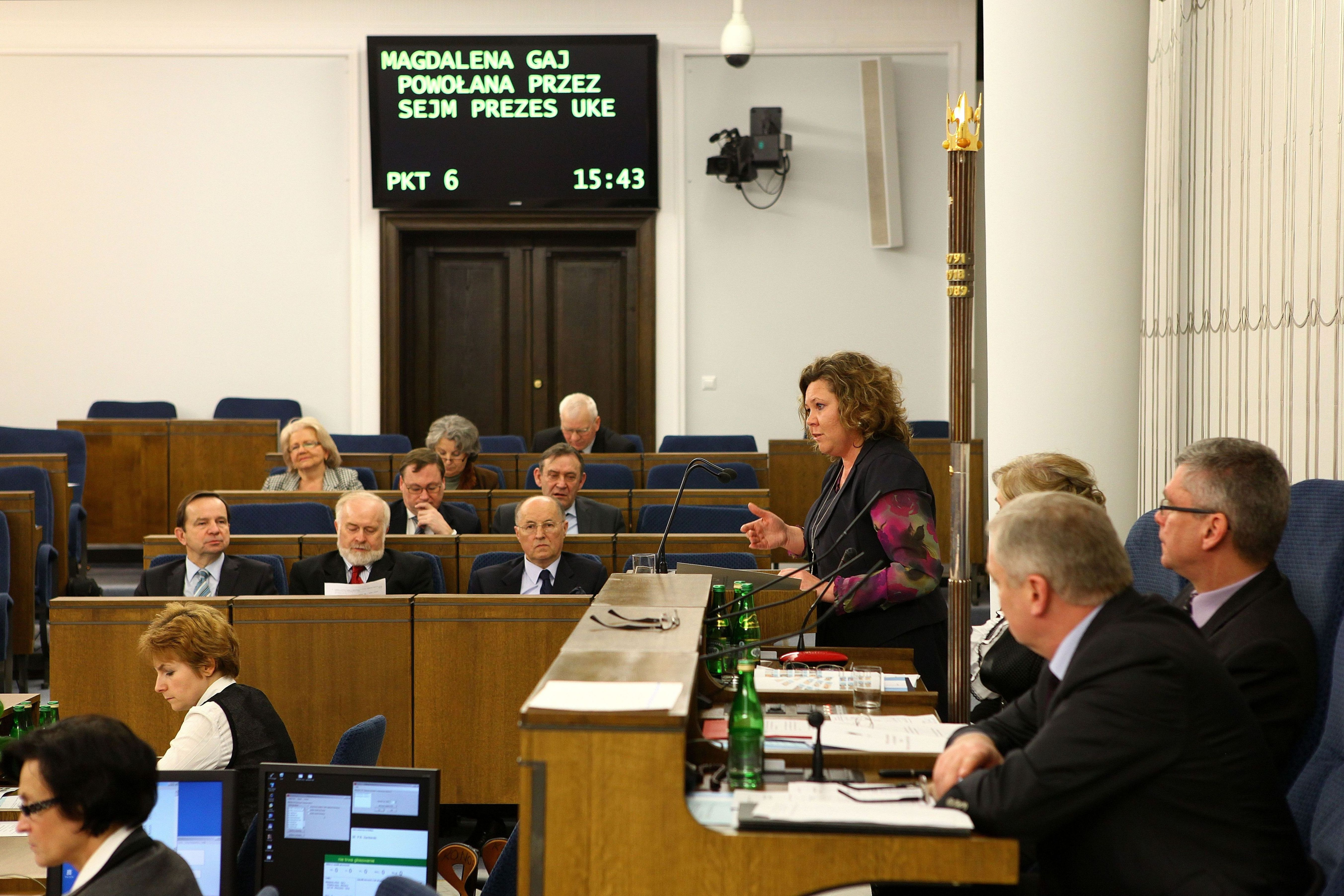
Magdalena Gaj przemawiająca podczas 5. posiedzenia Senatu RP VIII kadencji

Magdalena Gaj (ur. 25 marca 1974 w Chełmie) – polska urzędniczka państwowa, w latach 2009–2011 podsekretarz stanu w Ministerstwie Infrastruktury, w latach 2011–2012 podsekretarz stanu w Ministerstwie Administracji i Cyfryzacji, w latach 2012–2016 prezes Urzędu Komunikacji Elektronicznej.

## Życiorys
Jest absolwentką I Liceum Ogólnokształcącego w Chełmie. W 1998 ukończyła studia na Wydziale Prawa i Administracji Uniwersytetu Marii Curie-Skłodowskiej w Lublinie. W latach 1998–2001 odbyła aplikację radcowską, pracując w tym czasie w kancelarii radcowskiej i uzyskując uprawnienia radcy prawnego.
W 2001 podjęła pracę w departamencie prawnym ówczesnego Urzędu Regulacji Telekomunikacji, przekształconego później w Urzędu Regulacji Telekomunikacji i Poczty, a później w Urząd Komunikacji Elektronicznej, a w 2005 objęła stanowisko dyrektora tego departamentu. W 2009 została mianowana podsekretarzem stanu w Ministerstwie Infrastruktury. Po jego przekształceniu, 23 listopada 2011, objęła tożsame stanowisko w Ministerstwie Administracji i Cyfryzacji.
Na początku 2012 została zgłoszona jako oficjalny kandydat na stanowisko prezesa Urzędu Komunikacji Elektronicznej. 27 stycznia 2012 jej kandydatura została zaakceptowana przez Sejm, a 1 lutego 2012 przez Senat.
24 kwietnia 2012 została wybrana na przewodniczącą rady Międzynarodowej Organizacji Łączności Kosmicznej Intersputnik na roczną kadencję. W 2014 została oficjalnie przedstawiona jako kandydatka na stanowisko zastępcy sekretarza generalnego Międzynarodowego Związku Telekomunikacyjnego (ITU).
Na początku lipca 2016, na pół roku przed końcem kadencji, złożyła rezygnację ze stanowiska prezesa UKE. 7 lipca 2016 Sejm odwołał ją z tego stanowiska. Następnie Senat wyraził zgodę na jej odwołanie. W lutym 2017 została wspólniczką Kancelarii Prawno-Doradczej MMI Proconnect. W 2024 weszła w skład rady nadzorczej Poczty Polskiej.